# Войняни
Войняни (словац. Vojňany) — село в Словаччині, Кежмарському окрузі Пряшівського краю.
В селі є римо-католицький костел св. Катерини Александрійської з 1296 року.

## Географія
Розташоване на півночі східної Словаччини в північно—західній частині Попрадської угловини в підніжжі Списької Маґури. Протікає річка Войнянка.

## Історія
Вперше село згадується у 1268 році.

## Населення
| Рік:            | 1993 | 2003     | 2013    | 2023     |
| --------------- | ---- | -------- | ------- | -------- |
| Кількість осіб: | 224  | 259      | 284     | 317      |
| Різниця:        |      | +15,62 % | +9,65 % | +11,61 % |

| Рік:            | 2022 | 2023    |
| --------------- | ---- | ------- |
| Кількість осіб: | 309  | 317     |
| Різниця:        |      | +2,58 % |

В селі проживає 1235 осіб.
Національний склад населення (за даними останнього перепису населення — 2001 року):
- словаки — 99,60 %
- чехи — 0,40 %

Склад населення за приналежністю до релігії станом на 2001 рік:
- римо-католики — 61,29 %,
- протестанти — 27,82 %,
- греко-католики — 0,40 %,
- не вважають себе віруючими або не належать до жодної вищезгаданої церкви — 0,40 %